# Џамија Касим паше
Џамија Касим паше је један од симбола града у Печују, у Мађарској, који се налази у самом центру града, на главном тргу (Сечењи трг). Данас, она служи као римокатоличка црква. Ову грађевину, 29 метара дугу, 16 метара широку и високу 23 метра, изградио је Касим паша Победоносни између 1543 и 1546. године. Минарет са џамије срушили су језуити 1766. Она је још увек једна од највећих турских објеката који опстају у Мађарској и чува карактеристике турске архитектуре.
Стојећи на највишој тачки Сечењи трга у Печују, џамија Касим паше је најбољи пример турске архитектуре у Мађарској. Вероватно је саграђена у другој половини 16. века. Током 1660. године, Евлија Челебија, познати турски путник, писао је о њеном величанственом изгледу. У великој мери је измењена између 18. и 20. века. Њен минарет је на крају срушен, али је пре тога био дограђен. Само је централни квадратни облик остао од првобитног облика: октагонални кровни део прекривен је куполом. Постоје лучни прозори у два реда на југоисточном, југозападном и североисточном делу фасаде. Унутар цркве, у преосталим деловима малтера, турска декорација и натписи Кур'ана су јасно видљиви. Турски минбер и женски балкон су уништени, а ни михраб није оригиналан. Две турске посуде за ритуално прање испред сакристије (данас света водица) узете су из бившег пашиног купатила поред цркве. Данас, ова грађевина функционише као католичка црква.